# Parnarama (ort)
Parnarama är en ort i Brasilien.   Den ligger i kommunen Parnarama och delstaten Maranhão, i den östra delen av landet, 1 200 km norr om huvudstaden Brasília. Parnarama ligger 87 meter över havet och antalet invånare är 12 201.
Terrängen runt Parnarama är huvudsakligen platt. Parnarama ligger nere i en dal. Runt Parnarama är det glesbefolkat, med 9 invånare per kvadratkilometer.. Det finns inga andra samhällen i närheten.
Omgivningarna runt Parnarama är huvudsakligen savann.